# Julius Kahn

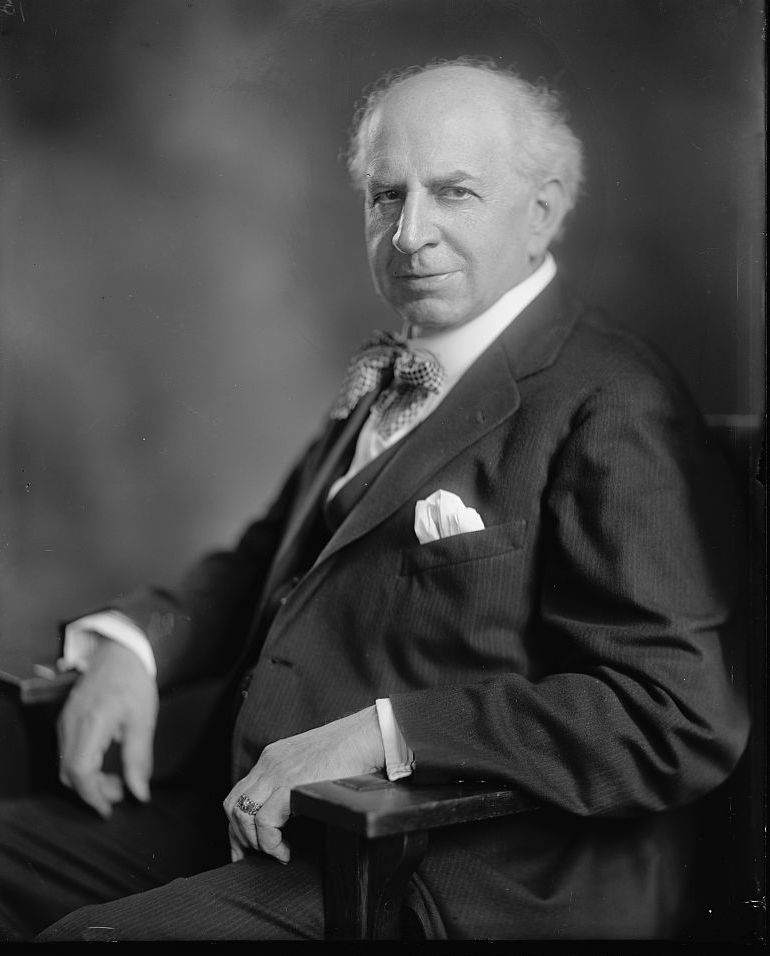
Julius Kahn

Julius Kahn (* 28. Februar 1861 in Kuppenheim, Großherzogtum Baden; † 18. Dezember 1924 in San Francisco, Kalifornien) war ein US-amerikanischer Politiker deutscher Herkunft. Zwischen 1899 und 1903 sowie nochmals von 1905 bis 1924 vertrat er den Bundesstaat  Kalifornien im US-Repräsentantenhaus.

## Werdegang
Noch während seiner Kindheit kam Julius Kahn im Jahr 1866 mit seinen Eltern aus seiner badischen Heimat nach San Francisco, wo er die öffentlichen Schulen besuchte. Danach schloss er sich für zehn Jahre einer Theatergruppe an. 1890 kehrte er nach San Francisco zurück. Nach einem Jurastudium und seiner 1894 erfolgten Zulassung als Rechtsanwalt begann er in San Francisco in diesem Beruf zu arbeiten. Gleichzeitig schlug er als Mitglied der Republikanischen Partei eine politische Laufbahn ein. 1892 wurde er in die California State Assembly gewählt.
Bei den Kongresswahlen des Jahres 1898 wurde Kahn im vierten Wahlbezirk von Kalifornien in das US-Repräsentantenhaus in Washington, D.C. gewählt, wo er am 4. März 1899 die Nachfolge von James G. Maguire antrat. Nach einer Wiederwahl konnte er bis zum 3. März 1903 zunächst zwei Legislaturperioden im Kongress absolvieren. Im Jahr 1902 unterlag er dem Demokraten Edward J. Livernash. Kahn legte erfolglos gegen den Ausgang dieser Wahl Widerspruch ein.
Bei den Wahlen des Jahres 1904 gelang es Kahn, sein früheres Mandat zurückzugewinnen, woraufhin er am 4. März 1905 Livernash wieder ablöste. Nach neun Wiederwahlen konnte er bis zu seinem Tod am 18. Dezember 1924 im Kongress verbleiben. Zu diesem Zeitpunkt war er bereits für die folgende Legislaturperiode bestätigt worden. Als Abgeordneter setzte sich Kahn für die militärische Stärke der Vereinigten Staaten ein. Ab 1919 war er Vorsitzender des Militärausschusses. In seine Zeit im US-Repräsentantenhaus fielen unter anderem der Erste Weltkrieg sowie die Ratifizierung des 16., des 17., des 18. und des 19. Verfassungszusatzes. Nach seinem Tod wurde seine Frau Florence zu seiner Nachfolgerin im Kongress gewählt.